# Savannah (Geòrgia)
Savannah és una població dels Estats Units a l'estat de Geòrgia. Segons el cens de l'est. 2009 tenia 134.669 habitants.

## Demografia
Segons el cens del 2000, Savannah tenia 131.510 habitants, 51.375 habitatges, i 31.390 famílies. La densitat de població era de 679,4 habitants/km².
Dels 51.375 habitatges en un 28,5% hi vivien nens de menys de 18 anys, en un 35,2% hi vivien parelles casades, en un 21,7% dones solteres, i en un 38,9% no eren unitats familiars. En el 31,4% dels habitatges hi vivien persones soles l'11,5% de les quals corresponia a persones de 65 anys o més que vivien soles. El nombre mitjà de persones vivint en cada habitatge era de 2,45 i el nombre mitjà de persones que vivien en cada família era de 3,13.
Per edats la població es repartia de la següent manera: un 25,6% tenia menys de 18 anys, un 13,2% entre 18 i 24, un 28,5% entre 25 i 44, un 19,5% de 45 a 60 i un 13,3% 65 anys o més.
L'edat mitjana era de 32 anys. Per cada 100 dones de 18 o més anys hi havia 84,6 homes.
La renda mitjana per habitatge era de 29.038 $ i la renda mediana per família de 36.410 $. Els homes tenien una renda mitjana de 28.545 $ mentre que les dones 22.309 $. La renda per capita de la població era de 16.921 $. Entorn del 17,7% de les famílies i el 21,8% de la població estaven per davall del llindar de pobresa.

## Poblacions més properes
El següent diagrama mostra les poblacions més properes.